# ターマン・シャンムガラトナム
ターマン・シャンムガラトナム（英語: Tharman Shanmugaratnam, タミル語: தர்மன் சண்முகரத்னம், 1957年2月25日 - ）は、シンガポールの政治家、経済学者。同国大統領（第9代）。ターマンはロンドンで経済学を専攻した筋金入りのエコノミストとして知られる。2023年の大統領選に出馬し「すべての人への敬意」というスローガンを掲げた結果、70%の得票率で大統領に当選。同国のタミル系大統領当選者として、S・R・ナザンに次いで2人目となる。シンガポールの政治家として幅広い政治経験を持っている。

## 経歴

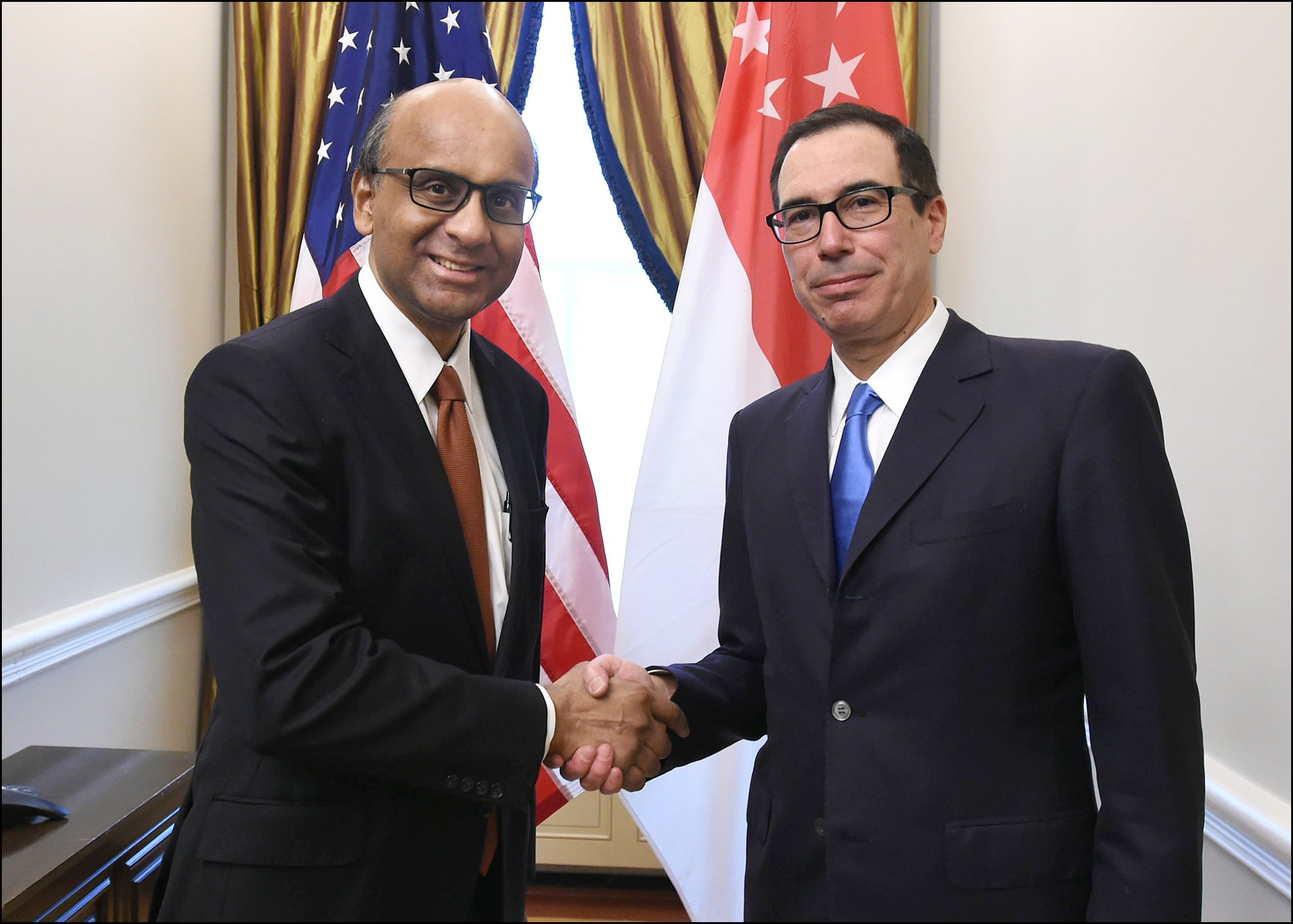
スティーブン・ムニューシン財務長官（右）と共に（2017年撮影）

ロンドン・スクール・オブ・エコノミクスで経済学の学士号を取得して卒業後、ケンブリッジ大学のウルフソン・カレッジで経済学の研究修士を取得した。ハーバード大学のケネディ・スクールで公共経営修士を取得。1970年代のターマンは英国に留学していた学生運動に参加し、元々は社会主義の信念を持っていたが、経済学に対するターマンの見解は経験を積み重ねる事に変化した。
シンガポール金融管理局（MAS）に入局し、同局のチーフエコノミストに就任。その後、ゴー・チョクトン内閣で教育省の政策担当上級副長官を務めた後、金融管理局常務理事に昇格している。1992年にエコノミストとして活動していた際に同年に起きた公務機密法（OSA）事件で起訴された5人のうちの1人シンガポールのマスコミで大々的に報道された。サーマンはGDP成長率の速報予測を伝えた罪について異議を唱え、最終的には無罪となった。その後、地方裁判所は、検察側の訴訟では、同氏が同僚の一人とともに民間部門のエコノミストとの会合中にテーブルの上に置いていた文書に数字が見られたとして、より軽度の過失罪を提起した。ターマンはこの軽度の過失罪にも異議を唱え続けた。最高裁判所は1,500シンガポールドルの罰金を判決で下した。

### 政界進出
2001年の総選挙で政界進出を果たし、通商産業包摂大臣に就任された。2003年に教育大臣、2007年に財務大臣に任命されている。
2002年12月に人民行動党中央執行委員会のメンバーに選出され、2011年5月に第2代事務次長に任命された。2015年の総選挙後も副首相に留まり、経済社会調整大臣にも任命された。2019年4月23日、同年5月1日の内閣改造によりターマンが副首相職を放棄し、上級大臣に任命されたことが発表された。ターマンは開設された社会政策調整大臣も務めた。
2023年7月には大統領選挙規定に伴い、人民行動党や行政府の役職を退いている。中立性を保つために人民行動党を離党した。2023年シンガポール大統領選挙では前半から当選が予定されていて、9月2日未明に選挙委員会が元副首相であるターマンが大統領に当選したことを確認した。

### その他
2011年から2023年までシンガポール金融管理局長官を、2019年から2022年までUNDPの人間開発報告書諮問委員会の共同議長を、2019から4年間は世界経済フォーラム常任理事を歴任。2014年には経済開発庁長官を歴任している。ンゴジ・オコンジョ・イウェアラやヨハン・ロックストロームなどの経済学者や科学者と共に2022年から2023年の世界水フォーラム共同議長を務めている。

## 私生活
日系と華僑の混血で3歳年上のジェーン・ユミコ・イットウギと結婚し、3男1女を儲けた。父親のカナガラトナム・シャンムガラトナム（2018年没）はシンガポール医学界の第一人者でもあった。シンガポールの中国語メディアでは、尚达曼（拼音：Shàng Dámàn）と呼ばれている。